# Robòtica
La robòtica és una branca de l'enginyeria que concep, dissenya i construeix robots i tot el que estigui relacionat amb ells. Alguns poden ser màquines capaces d'exercir tasques repetitives en les quals es necessita una alta precisió, tasques perilloses per a l'ésser humà, l'exploració d'entorns de difícil accés com les profunditats marines o l'espai exterior, tasques irrealitzables sense intervenció d'una màquina o tasques en que convingui cooperar persones i robots per obtenir la força o precisió del robot i la manera de fer i intel·ligència de la persona. Les ciències i tecnologies de les que deriva són: l'àlgebra, els autòmats programables, les màquines d'estats, la mecànica, l'electrònica i la informàtica, la intel·ligència artificial, l'enginyeria de control, la física.
Els avenços de la robòtica han demostrat que hi ha aparells robotitzats que poden es poden moure i interactuar amb el seu entorn basant-se en l'enorme disponibilitat de sensors precisos i de motors d'alt rendiment, i el desenvolupament de complexos algorismes que permeten cartografiar, localitzar, planificar desplaçaments i orientar-se mitjançant coordenades.

## Etimologia
L'escriptor txec Karel Čapek va encunyar el 1921 el terme "robot" a la seva obra dramàtica Rossum's Universal Robots / R.U.R. a partir de la paraula txeca Robbota, que significa servitud o treball forçat. El terme robòtica és encunyat pel químic i escriptor de ciència-ficció Isaac Asimov, definint a la ciència que estudia els robots.

## Història
La història de la robòtica ha estat unida a la construcció de "artefactes", que tractaven de materialitzar el desig humà de crear éssers a la seva semblança i que ho descarreguessin del treball. L'enginyer espanyol Leonardo Torres Quevedo (GAP) (OMFG) (MCETPM) (que va construir el primer comandament a distància per al seu automòbil mitjançant telegrafia sense fil, l'escaquista automàtic, el primer transbordador aeri i molts altres enginys) va encunyar el terme "automàtica" en relació amb la teoria de l'automatització de tasques tradicionalment associades als humans.
Karel Čapek, un escriptor txec, va encunyar el 1921 el terme "robot" en la seva obra dramàtica "Rossum's Universal Robots / R.O.R.", a partir de la paraula txeca robota, que significa servitud o treball forçat. El terme robòtica és encunyat per Isaac Asimov, definint a la ciència que estudia als robots. Asimov va crear també les Tres Lleis de la Robòtica. En la ciència-ficció l'home ha imaginat als robots visitant nous mons, assolint el poder, o simplement alleujant de les labors casolanes.
| Data               | Fet | Nom del robot                         | Inventor                                                               |
| ------------------ | --- | ------------------------------------- | ---------------------------------------------------------------------- |
| Segle I aC i abans | Descripcions de més de 100 màquines i autòmats, incloent un artefacte amb foc, un òrgan de vent, una màquina operada mitjançant una moneda i una màquina de vapor, en Pneumatica i Automata de Heró d'Alexandria | Autònoma                              | Ctesibi d'Alexandria, Filó de Bizanci, Heró d'Alexandria, i uns altres |
| 1206               | Primer robot humanoide programable | Vaixell amb quatre músics robotitzats | Al-Jazari                                                              |
| c. 1495            | Disseny d'un robot humanoide | Cavaller mecànic                      | Leonardo da Vinci                                                      |
| 1738               | Ànec mecànic capaç de menjar, agitar les seves ales i excretar. | Digesting Duck                        | Jacques de Vaucanson                                                   |
| 1800s              | Joguines mecàniques japonesos que serveixen te, disparen fletxes i pinten. | Joguines Karakuri                     | Hisashige Tanaka                                                       |
| 1921               | Apareix el primer autòmat de ficció anomenat "robot", apareix en R.O.R. | Rossum's Universal robots             | Karel Čapek                                                            |
| 1930s              | S'exhibeix un robot humanoide en la World's Fairs entre els anys 1939 i 1940 | Elektro                               | Westinghouse Electric Corporation                                      |
| 1948               | Exhibició d'un robot amb comportament biològic simple | Elsie i Elmer                         | William Grey Walter                                                    |
| 1956               | Primer robot comercial, de la companyia Unimation fundada per George Devol i Joseph Engelberger, basada en una patent de Devol                                                                                   | Unimate                               | George Devol                                                           |
| 1961               | S'instal·la el primer robot industrial | Unimate                               | George Devol                                                           |
| 1963               | Primer robot "palletizing" | Palletizer                            | Fuji Yusoki Kogyo                                                      |
| 1973               | Primer robot amb sis eixos electromecànics | Famulus                               | KUKA Robot Group                                                       |
| 1975               | Braç manipulador programable universal, un producte d'Unimation | PUMA                                  | Victor Scheinman                                                       |
| 2000               | robot humanoide capaç de desplaçar-se de forma bípeda i interaccionar amb les persones | ASIMO                                 | Fona Motor Co. Ltd                                                     |

## Classificació dels robots

### Segons la seva cronologia
La que a continuació es presenta és la classificació més comuna:
1a generacióManipuladors. Són sistemes mecànics multifuncionals amb un senzill sistema de control, bé manual, de seqüència fixa o de seqüència variable.
2a generacióRobots d'aprenentatge. Repeteixen una seqüència de moviments que ha estat executada prèviament per un operador humà. La manera de fer-ho és a través d'un dispositiu mecànic. L'operador realitza els moviments requerits mentre el robot li segueix i els memoritza.
3a generacióRobots amb control per sensors. El controlador és una computadora que executa les ordres d'un programa i les envia al manipulador perquè realitzi els moviments necessaris.
4a generacióRobots intel·ligents. Són similars als anteriors, però a més posseeixen sensors que envien informació a la computadora de control sobre l'estat del procés. Això permet una presa intel·ligent de decisions i el control del procés en temps real.

### Segons la seva arquitectura
L'arquitectura és definida pel tipus de configuració general del robot, pot ser metamòrfica. El concepte de metamorfisme, de recent aparició, s'ha introduït per incrementar la flexibilitat funcional d'un robot a través del canvi de la seva configuració pel mateix robot. El metamorfisme admet diversos nivells, des dels més elementals (canvi d'eina o d'efecte terminal), fins als més complexos com el canvi o alteració d'alguns dels seus elements o subsistemes estructurals.
Els dispositius i mecanismes que poden agrupar-se sota la denominació genèrica del robot, tal com s'ha indicat, són molt diversos i és per tant difícil establir una classificació coherent dels mateixos que resisteixi una anàlisi crítica i rigorós. La subdivisió dels robots, amb base en la seva arquitectura, es fa en els següents grups: poliarticulats, mòbils, humanoides, zoomòrfics i híbrids.
1. Poliarticulats
En aquest grup estan els robots de molt diversa forma i configuració la característica comuna de la qual és la de ser bàsicament sedentaris (encara que excepcionalment poden ser guiats per efectuar desplaçaments limitats) i estar estructurats per moure els seus elements terminals en un determinat espai de treball segons un o més sistemes de coordenades i amb un nombre limitat de graus de llibertat. En aquest grup es troben els manipuladors, els robots industrials, els robots cartesians i s'empren quan cal abastar una zona de treball relativament àmplia o allargada, actuar sobre objectes amb un plànol de simetria vertical o reduir l'espai ocupat en el sòl.
2. Mòbils
Són robots amb grans capacitat de desplaçament, basats en carros o plataformes i dotats d'un sistema locomotor de tipus rodant. Segueixen el seu camí per telecomandament o guiant-se per la informació rebuda del seu entorn de través dels seus sensors. Aquests robots asseguren el transport de peces d'un punt a un altre d'una cadena de fabricació. Guiats mitjançant pistes materialitzades a través de la radiació electromagnètica de circuits encastats en el sòl, o a través de bandes detectades fotoelèctricament, poden fins i tot arribar a evitar obstacles i estan dotats d'un nivell relativament elevat d'intel·ligència.
3. Humanoides
Romà Gubern analitza al seu llibre El simi informatitzat els motius del ser humà per crear éssers artificials a la seva imatge i semblança. Alguns robots, anomenats humanoides, estan dissenyats avui en dia per assemblar-se als humans.
Són robots que intenten reproduir totalment o parcialment la forma i el comportament cinemàtica de l'ésser humà. Actualment els humanoides són encara dispositius molt poc evolucionats i sense utilitat pràctica, i destinats, fonamentalment, a l'estudi i experimentació.
Un dels aspectes més complexos d'aquests robots, i sobre el qual se centra la majoria dels treballs, és el de la locomoció bípeda. En aquest cas, el principal problema és controlar dinàmica i coordinadament en el temps real el procés i mantenir simultàniament l'equilibri del robot.
4. Zoomòrfics
Els robots zoomòrfics, que considerats en sentit no restrictiu podrien incloure també als humanoides, constitueixen una classe caracteritzada principalment pels seus sistemes de locomoció que imiten als diversos éssers vius. Malgrat la disparitat morfològica dels seus possibles sistemes de locomoció és convenient agrupar als robots zoomòrfics en dues categories principals: caminadors i no caminadors. El grup dels robots zoomòrfics no caminadors està molt poc evolucionat. Els experiments efectuats al Japó basats en segments cilíndrics bisellats acoblats axialment entre si i dotats d'un moviment relatiu de rotació. Els robots zoomòrfics caminadors multípedes són molt nombrós i estan sent experimentats en diversos laboratoris amb vista al desenvolupament posterior de veritables vehicles tot terreny, pilotats o autònoms, capaços d'avançar en superfícies molt accidentades. Les aplicacions d'aquests robots seran interessants en el camp de l'exploració espacial i en l'estudi dels volcans.
5. Híbrids
Aquests robots corresponen a aquells de difícil classificació l'estructura de la qual se situa en combinació amb alguna de les anteriors ja exposades, bé sigui per conjunció o per juxtaposició. Per exemple, un dispositiu segmentat articulat i amb rodes, és al mateix temps un dels atributs dels robots mòbils i dels robots zoomòrfics. D'igual forma poden considerar-se híbrids alguns robots formats per la juxtaposició d'un cos format per un carro mòbil i d'un braç semblant al dels robots industrials. En semblant situació hi ha alguns robots antropomorfes i que no poden classificar-se ni com a mòbils ni com humanoides, tal és el cas dels robots personals.

## A la cultura
A la ciència-ficció els humans ha imaginat els robots visitant nous mons, aconseguint el poder, o simplement alleugerint les tasques casolanes. Per a protegir-los dels robots que ells mateixos construeixen, Isaac Asimov va crear les seves "lleis de la robòtica" i tots els robots dels seus relats i novel·les estan dissenyats per a complir-les.

### Les lleis de la robòtica d'Asimov
Apareixen per primera vegada al relat "Runaround", del 1942, recollit dins del llibre "Jo, robot". Les lleis diuen així:
1. Un robot no pot fer mal a un ésser humà o, per inacció, permetre que un ésser humà prengui mal.
2. Un robot ha d'obeir les ordres dels éssers humans, excepte si entren en conflicte amb la primera llei.
3. Un robot ha de protegir la seva pròpia existència en la mesura que aquesta protecció no entri en conflicte amb la primera o la segona llei.

Els robots actuaran sempre respectant les lleis de la robòtica perquè l'estructura del seu "cervell positrònic" està construïda al voltant d'elles; de fet, construir robots que no s'hi basessin obligaria a refer tota la ciència de la robòtica. Aquestes lleis sorgeixen com a mesura de protecció dels humans. Segons Isaac Asimov, la concepció d'aquestes lleis volia contrarestar el temor que els robots es poguessin rebel·lar i atacar als seus creadors, i no són més que una aplicació de les lleis de les eines, no formulades per ser massa evidents: una eina ha de ser segura, ha de fer la tasca per la que està fabricada i no s'ha de fer malbé, amb aquest ordre de prioritats.